# Jazmine Sullivan
Jazmine Marie Sullivan (* 9. April 1987 in Philadelphia, Pennsylvania) ist eine US-amerikanische R&B- und Soulsängerin.

## Biografie
Jazmine Sullivan begann mit dem Singen im Kirchenchor und fiel schon früh mit ihren gesanglichen Qualitäten auf. Mit elf Jahren trat sie erstmals im Rahmen eines Talentwettbewerbs im nationalen Fernsehen auf. Nachdem sie begonnen hatte, in ihrer Heimatstadt Philadelphia aufzutreten, wurde sie mit Stevie Wonder bekannt gemacht. Es kam zu einer gemeinsamen Gesangseinlage und zu einem Auftritt in Wonders jährlicher Show in Los Angeles. 
Danach begannen sich auch Plattenlabels für sie zu interessieren und mit 15 Jahren unterschrieb sie ihren ersten Vertrag, der aber nach zwei Jahren ohne Veröffentlichung wieder aufgelöst wurde. Dafür begann die Zusammenarbeit mit Missy Elliott, der sie 2004 bei der Produktion des Debütalbums von Fantasia half. Darüber hinaus entwickelte sie sich auch als Songwriterin weiter und schrieb beispielsweise den Text zum Hit Say I von Christina Milian.
Es folgte ein Plattenvertrag bei J Records und die Produktion ihres selbstgeschriebenen Debütalbums. 2008 hatte sie dann mit ihrer Debütsingle Need U Bad, die mit Unterstützung von Missy Elliott entstanden war, sofort der große Durchbruch. Sie erreichte Platz 1 der US-R&B-Charts und konnte sich auch in den Top 40 der offiziellen US-Charts platzieren. Auch die zweite Veröffentlichung Bust Your Windows wurde ein Hit. Das Album Fearless schaffte es ebenfalls auf Platz 1 der R&B-Charts und unter die Top 10 der Gesamtcharts.
Jazmine Sullivan gehörte zu den erfolgreichsten Neuentdeckungen des Jahres 2008 und wurde für fünf Grammy Awards (als Best New Artist und in vier R&B-Kategorien) nominiert.
Am 7. Februar 2021 sang Jazmine Sullivan zusammen mit Eric Church beim 55. Super Bowl die amerikanische Nationalhymne.

## Diskografie
Alben
- Fearless (2008)
- Love Me Back (2010)
- Reality Show (2015)
- Heaux Tales (2021)

Singles
- Need U Bad (2008)
- Bust Your Windows (2008)
- Lions, Tigers & Bears (2009)
- Dream Big (2009)
- In Love with Another Man (2009, US: Gold)
- Holding You Down (Goin’ in Circles) (2010)
- 10 Seconds (2010)
- Excuse Me (2011)
- Dumb (2014)
- Forever Don’t Last (2014)
- Let It Burn (2015, US: Gold)
- Insecure (2017, mit Bryson Tiller, US: Platin)
- Pick Up Your Feelings (2021)
- Girl Like Me (2021, feat. H.E.R.)
- On It (2021, feat. Ari Lennox, US: Gold)